# Rue Charles-Keller
La rue Charles-Keller est une voie de la commune de Nancy, dans le département de Meurthe-et-Moselle, en région Lorraine Grand Est.

## Situation et accès
La rue Charles Keller d'une direction générale ouest-est, se place au nord du territoire communal de Nancy, à proximité de Maxéville et relie la rue de Metz au carrefour du Faubourg des Trois-Maisons à l'est qu'elle traverse et se prolonge à la hauteur de la rue Charles-Dussaulx en voie sans issue sur le "Parking du Faubourg des 3 Maisons" à proximité du canal de la Marne au Rhin.

## Origine du nom
Elle porte le nom de Charles Keller (1843-1913) créateur d'une Université populaire et de la Maison du Peuple rue Drouin à Nancy en 1907.

## Historique
Elle formait jadis avec la rue Alfred-Mézières qu'une seule et même voie et portait le nom rue du Ruisseau et fut dénommée en 1924.

## Bâtiments remarquables et lieux de mémoire
- Croix au Faubourg des Trois-Maisons érigée en 1802 à la place du pont du ruisseau de Boudonville[2].